# Cristian Fernández Conchuela
Cristian Fernández Conchuela (Guadalajara, Castilla-La Mancha, España, 22 de diciembre de 1988) es un futbolista español. Juega como delantero y su equipo es el Club Deportivo Marchamalo de la Tercera Federación.

## Trayectoria
Cristian Fernández es un segundo delantero o extremo de ambas bandas. Se formó en las categorías inferiores del C. D. Guadalajara. Posteriormente, en categoría Juvenil, jugó en el Rayo Vallecano. En 2007 debuta en categoría senior con el C. D. Azuqueca, equipo de la Tercera División. Tras dos campañas, ficha por el Albacete Balompié. Con el filial del equipo manchego actuaría durante dos temporadas. En 2011 debuta en Segunda División con el primer equipo, jugando un total de 36 partidos. En julio de 2011 ficha por el C. D. Guadalajara, club en el que se formó y nuevo equipo de la Segunda División. Con el cuadro alcarreño disputa dos temporadas. En la primera temporada disputa 21 partidos oficiales; mientras que en la segunda participa en 41.
El 1 de agosto de 2013, tras confirmarse el descenso administrativo del club a Segunda División B, queda liberado de su contrato. Días después, firma por la Sociedad Deportiva Ponferradina, firmando un contrato de dos años, hasta junio de 2015. Tras finalizar el contrato con la Ponferradina firma por el Recreativo de Huelva por dos años. Tras cumplir un año en el Recre, rescinde y se marcha al Lleida Esportiu durante un año. Una temporada más tarde firma por el Talavera donde hace 6 goles y es premiado con el mejor gol de toda la Segunda B, por su gol ante el Real Madrid Castilla.

## Clubes
| Club                  | País   | Año       |
| --------------------- | ------ | --------- |
| C. D. Azuqueca        | España | 2007-2009 |
| Albacete Balompié "B" | España | 2009-2011 |
| Albacete Balompié     | España | 2011      |
| C. D. Guadalajara     | España | 2011-2013 |
| S. D. Ponferradina    | España | 2013-2015 |
| Recreativo de Huelva  | España | 2015-2016 |
| Lleida Esportiu       | España | 2016-2017 |
| C. F. Talavera        | España | 2017-2020 |
| C. D. Calahorra       | España | 2020-2021 |
| S. D. Tarazona        | España | 2021-2022 |
| C. D. Marchamalo      | España | 2022-     |